# Archaeobalanidae
Archaeobalanidae zijn een familie van kreeftachtigen binnen de orde van de Balanomorpha.

## Soorten
De volgende taxa zijn bij de familie ingedeeld:
- Geslacht Pseudoacasta Nilsson-Cantell, 1930
- Onderfamilie Acastinae Kolbasov, 1993
  - Geslacht Acasta Leach, 1817
  - Geslacht Archiacasta Kolbasov, 1993
  - Geslacht Euacasta Kolbasov, 1993
  - Geslacht Neoacasta Kolbasov, 1993
  - Geslacht Pectinoacasta Kolbasov, 1993
- Onderfamilie Archaeobalaninae Newman & Ross, 1976
  - Geslacht Actinobalanus Moroni, 1967
  -  † Geslacht Archaeobalanus Menesini, 1971
  - Geslacht Armatobalanus Hoek, 1913
  - Geslacht Bathybalanus Hoek, 1913
  - Geslacht Chirona Gray,  1835
  - Geslacht Conopea Say,  1822
  - Geslacht Hesperibalanus Pilsbry,  1916
  -  † Geslacht Kathpalmeria Ross,  1965
  - Geslacht Membranobalanus Pilsbry,  1916
  - Geslacht Notobalanus Newman & Ross,  1976
  -  † Geslacht Paleobalanus Buckeridge,  1983
  - Geslacht Solidobalanus Hoek,  1913
  - Geslacht Striatobalanus Hoek,  1913
- Onderfamilie Bryozobiinae Ross & Newman,  1996
  - Geslacht Bryozobia Ross & Newman,  1996
  - Geslacht Eoatria Van Syoc & Newman,  2010
  - Geslacht Microporatria Van Syoc & Newman,  2010
  - Geslacht Multatria Van Syoc & Newman,  2010
  - Geslacht Poratria Van Syoc & Newman,  2010
- Onderfamilie Hexacreusiinae Zullo in Newman,  1996
  - Geslacht Hexacreusia Zullo,  1961
  - Geslacht Zulloana Pitombo & Ross,  2002
- Onderfamilie Semibalaninae Newman & Ross,  1976
  - Geslacht Semibalanus Pilsbry,  1916